# Verdugo (estocade)
Pour les articles homonymes, voir Verdugo.

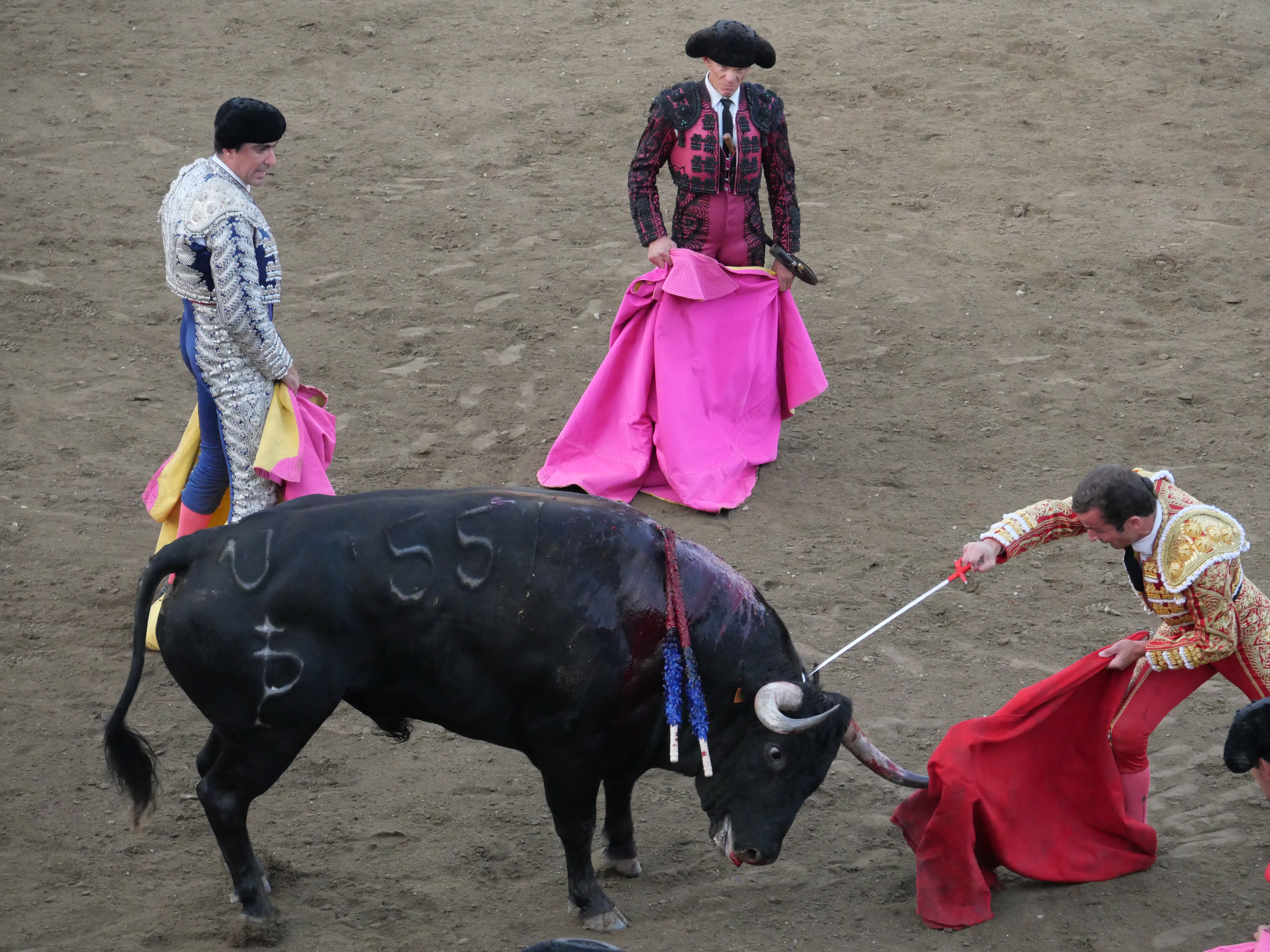
Descabello à Céret de toros en 2022.

Dans le monde de la tauromachie, le  verdugo  (de l'espagnol « bourreau ») est une épée que le matador utilise pour porter le descabello si son estocade n'a pas été efficace. Cette arme,  qui permet d'achever le taureau, est aussi appelée verduguillo .

## Description et historique
La lame du verdugo est plus large que celle de l'épée d'estocade, elle est également plus courte. Depuis 1936, elle est munie d'une barre qui forme une croix près de la pointe. Cette barrette a pour but d'arrêter la pénétration de la lame, ce qui réduit les risques de blessures dans les gradins, lorsque le taureau a un sursaut et que l'épée « rebondit » .
Avant 1936, le matador donnait le descabello avec l'épée ordinaire. Mais le taureau, dans un dernier sursaut, peut se redresser et projeter l'épée sur les spectateurs. Ce fut le cas en 1915 lorsque l'épée de Joselito tua un de ses amis dans les gradins de Saragosse. En 1930, à Tortosa, le torero mexicain Manolo Martínez provoqua de cette même manière la mort d'un spectateur. Le 6 août 1934 à La Corogne, ce fut l'épée de Juan Belmonte qui tua un spectateur. On attribue à ce dernier accident la décision de réformer l'instrument du coup de grâce.
Ignacio Sánchez Mejías avait envisagé d'attacher l'épée à son poignet pour éviter les « rebonds » accidentels, mais cette solution, trop dangereuse, ne fut jamais mise à exécution. 
L'épée à « cruceta » (petite croix) est une invention du torero Vicente Pastor.